# Neuhof (Kloster Veßra)
Neuhof ist ein Ortsteil der Gemeinde Kloster Veßra im Landkreis Hildburghausen in Thüringen mit 180 Einwohnern (Stand: 2012).

## Geografie und Verkehr
Neuhof liegt nördlich vom Kloster Veßra in einer Tallage, durch die die Kreisstraße 514 führt. Rechts und links des Tales bewaldete Hänge und Anhöhen einer Vorgebirgslandschaft um Themar und das Kloster. Der Wasserspeicher Neuhof und eine Stallanlage befinden sich in diesem Tal.

## Geschichte
Am 10. Mai 1183 wurde das Dorf erstmals urkundlich erwähnt. Bis 1815 gehörte der Ort zum hennebergischen bzw. kursächsischen Amt Schleusingen. Von 1815 bis 1945 gehörte Neuhof zu Preußen, verwaltungsmäßig  zum Landkreis Schleusingen.